# Istituto Ernesto de Martino
L'Istituto Ernesto de Martino è un'istituzione culturale fondata a Milano da Gianni Bosio e Alberto Mario Cirese, per promuovere la conoscenza critica e la presenza alternativa del mondo popolare e proletario. Dal 1996 ha sede a Sesto Fiorentino.

## Storia

### Le origini. Milano
L'Istituto nasce nel 1966 a Milano per conservare e impedire la dispersione dei materiali documentari (canti sociali e politici, poesia popolare, esclusi dalle raccolte folkloriche), frutto di ricerche sulla tradizione musicale popolare italiana, svolte fin dagli anni '40 nell'ambito del Nuovo Canzoniere Italiano e delle Edizioni ''Avanti!'' e Edizioni del Gallo. 
L'intitolazione a Ernesto de Martino è stata l'omaggio al ruolo chiave che lo studioso napoletano aveva esercitato nel rinnovamento degli studi scientifici delle culture popolari. 
Il 1 luglio del 1966 Franco Coggiola è nominato curatore del neonato istituto, rendendone di fatto possibile l'operatività. Dopo la prematura morte di Bosio, grazie al lavoro di coordinamento svolto da Giovanni Pirelli, nel 1972 l'Istituto cambia la ragione sociale e diviene Associazione culturale prendendo il nome tuttora in uso di Istituto Ernesto de Martino per la conoscenza critica e la presenza alternativa del mondo popolare e proletario. Responsabile ne è Clara Longhini e dal 1980 Franco Coggiola. 
Nato come archivio di ricerca, che mette al proprio centro la storia orale, la cultura delle classi popolari fatta di narrazioni, musiche e canti di lavoro e di protesta, per tutti gli anni Settanta rappresenta un punto nodale dell'elaborazione culturale e politica della sinistra italiana. Grazie alla produzione degli spettacoli militanti del Nuovo Canzoniere Italiano e all'editoria discografica de I Dischi del Sole, eventi entrambi innovativi, sono attratte nella sua orbita molte personalità di spicco del panorama culturale italiano tra cui, Cesare Bermani, Paolo Ciarchi, Dario Fo, Ivan della Mea, Luciano Della Mea, Roberto Leydi, Sergio Liberovici, Alessandro Portelli. Agli inizi degli anni Ottanta però in Italia, il clima politico inizia a cambiare.  La produzione de I Dischi del Sole  cessa nel 1980, gli spettacoli si diradano fino quasi a sparire, tanto che le entrate ridotte non sono più in grado di impedirne lo sfratto dalla sede di via Melzo.

### Il trasferimento. Sesto Fiorentino

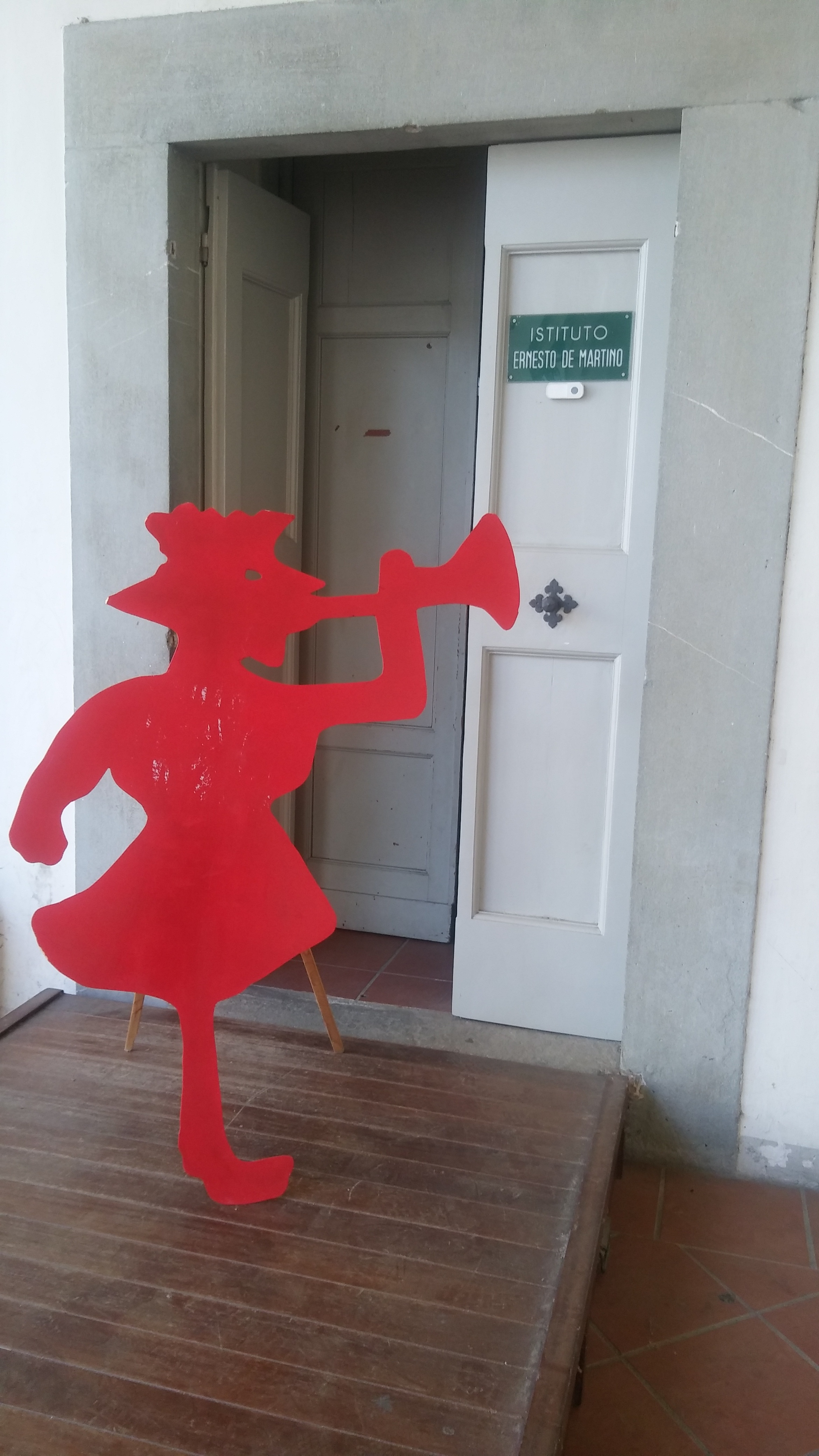
Sagoma del trombettiere rosso all'ingresso della sede dell' Istituto Ernesto de Martino a Sesto Fiorentino

Le sorti dell'Istituto rimangono nelle mani di Franco Coggiola che, nel luglio del 1989, lanca un appello per il salvataggio dell'Istituto pubblicato su gran parte della stampa italiana a firma di moltissimi intellettuali tra cui Goffredo Fofi, Franco Fortini, Pietro Ingrao, Sergio Liberovici, Giacomo Manzoni, Luigi Pintor, Rossana Rossanda e molti altri. L'appello è raccolto dall'amministrazione comunale di Sesto Fiorentino, che mette a disposizione Villa San Lorenzo al Prato per raccogliere i materiali e dare spazio alle attività dell'istituto. 
Nel frattempo Coggiola prosegue le ricerche sul campo e inizia a prendere contatti col mondo della musica antagonista cresciuta nelle periferie urbane e nei centri sociali. Nei primi anni Novanta egli apre un dialogo con il giovane movimento delle Posse e con nuove generazioni di altri musicisti.
Nel 1993 con l'iniziativa "Un'Altra Italia: percorsi di ricerca sulla storia, la musica e il canto sociale" l'Istituto si presenta in Toscana con mostre, spettacoli, concerti e un seminario di studi organizzato in collaborazione con il Comune di Sesto Fiorentino e la Regione Toscana. 
Dal 1996 l'Istituto ha ufficialmente sede a Sesto Fiorentino. La morte improvvisa e prematura di Franco Coggiola non ha frenato l'attività dell'Istituto che ormai era avviato verso la sua rinascita sotto la direzione di Ivan della Mea. Si intensifica la collaborazione con università italiane e straniere, gli enti locali e le istituzioni culturali nazionali. I materiali dell'archivio vengono aperti alla consultazione da parte degli iscritti all'associazione. Riprendono le attività editoriali, discografiche e cinematografiche. Nell'aprile del 2009 è eletto presidente Stefano Arrighetti.

## Attività

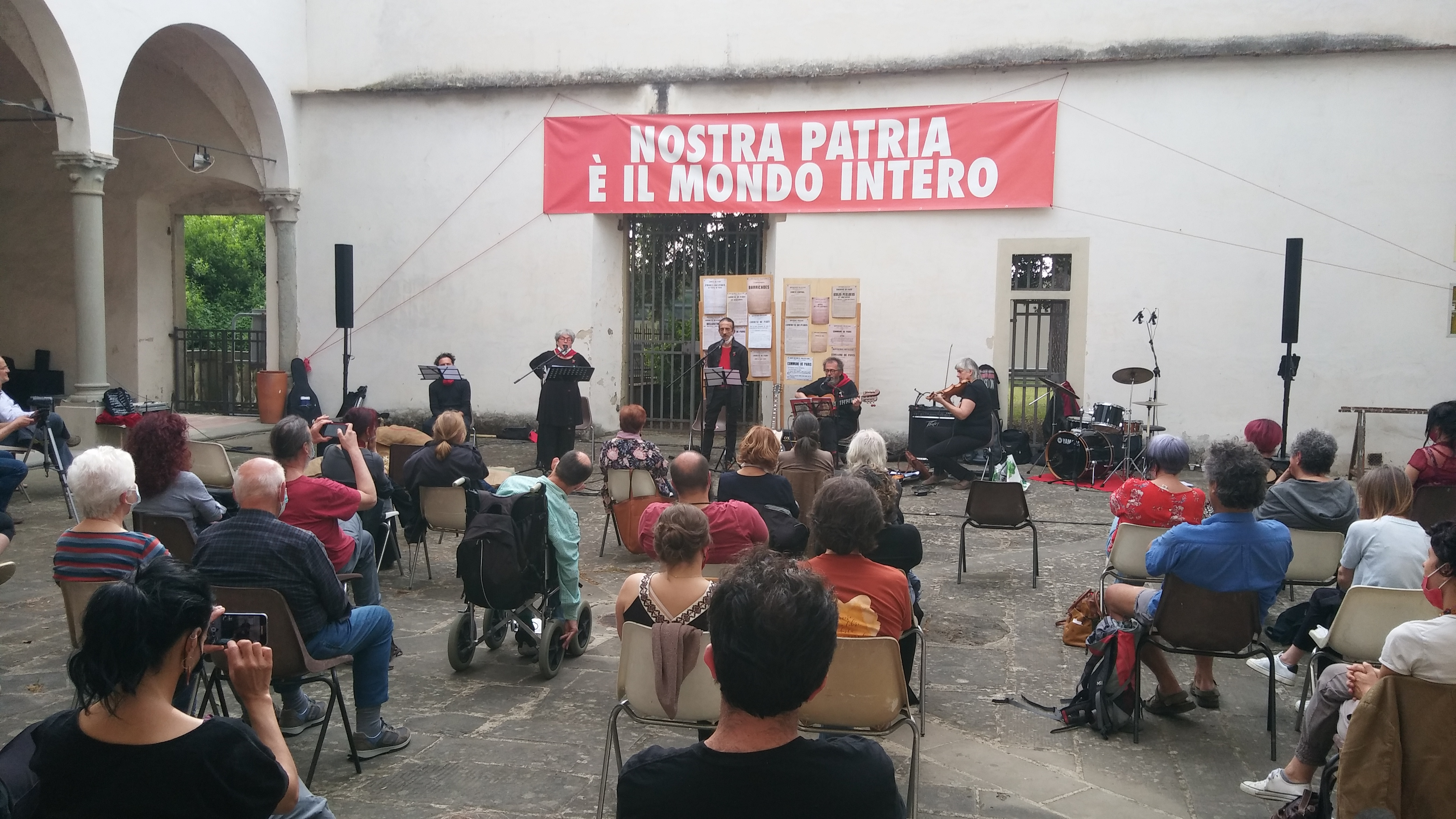
Spettacolo nella ricorrenza del 150° della Comune di Parigi, organizzato dall'Istituto Ernesto de Martino nel cortile di Villa San Lorenzo a Sesto Fiorentino il 29 maggio 2021

La finalità dell'Istituto fin dall'inizio è stata quella di diventare un vero e proprio laboratorio di analisi del mondo oppresso e antagonista e di valorizzazione della cultura orale e del canto sociale vecchio e nuovo.  In una analoga prospettiva collaborano strettamente con l'Istituto de Martino, pur in totale autonomia, la Lega di Cultura di Piadena, la Società di Mutuo Soccorso Ernesto de Martino di Venezia, il Circolo Gianni Bosio di Roma e le Edizioni Kurumuny del Salento.
Con cadenza annuale a Sesto Fiorentino viene organizzato "InCanto: rassegna di canto di tradizione orale e nuova espressività in Italia" e, insieme alle organizzazioni pacifiste e all'ANPI, "Canzoni contro la guerra" presso il Teatro dell'Affratellamento di Firenze. 
L'Istituto collabora con gli Archivi della Resistenza - Circolo Edoardo Bassignani di Fosdinovo al festival " Fino al cuore della rivolta".

### Ricerche
Voci, suoni e storie della Resistenza è un progetto di ricerca e di valorizzazione delle fonti orali negli archivi toscani, ricarca finanziata dalla regione Toscana nel 2015.

## Presidenti
- Clara Longhini, 1971 - 1980
- Franco Coggiola, 1981 - 1996
- Ivan Della Mea, 1996 - 2009
- Stefano Arrighetti - 2009 -[9]

## Pubblicazioni
- Il de Martino, rivista nata nel 1992
- Gianni Bosio, Clara Longhini, 1968 una ricerca in Salento, Suoni grida canti rumori storie immagini. Kurumuny, 2007.
- Articolo 1, ieri canti sul lavoro oggi,  a cura di Luciana Pieraccini, ilgrandevetro, Collana Lapislazzuli, 2006.
- Gianni Bosio, L'intellettuale rovesciato, a cura di Cesare Bermani, Editoriale Jaca Book SpA, Milano, 1998.
- Cesare Bermani, Una storia cantata, Jaca Book SpA, Milano, 1997
- Comunicare per cambiare, Piadena, Centro Civico Comunale, 22 marzo 1997
- Un laboratorio per l’Altra Italia, 1996.

## Archivio

### La nastroteca

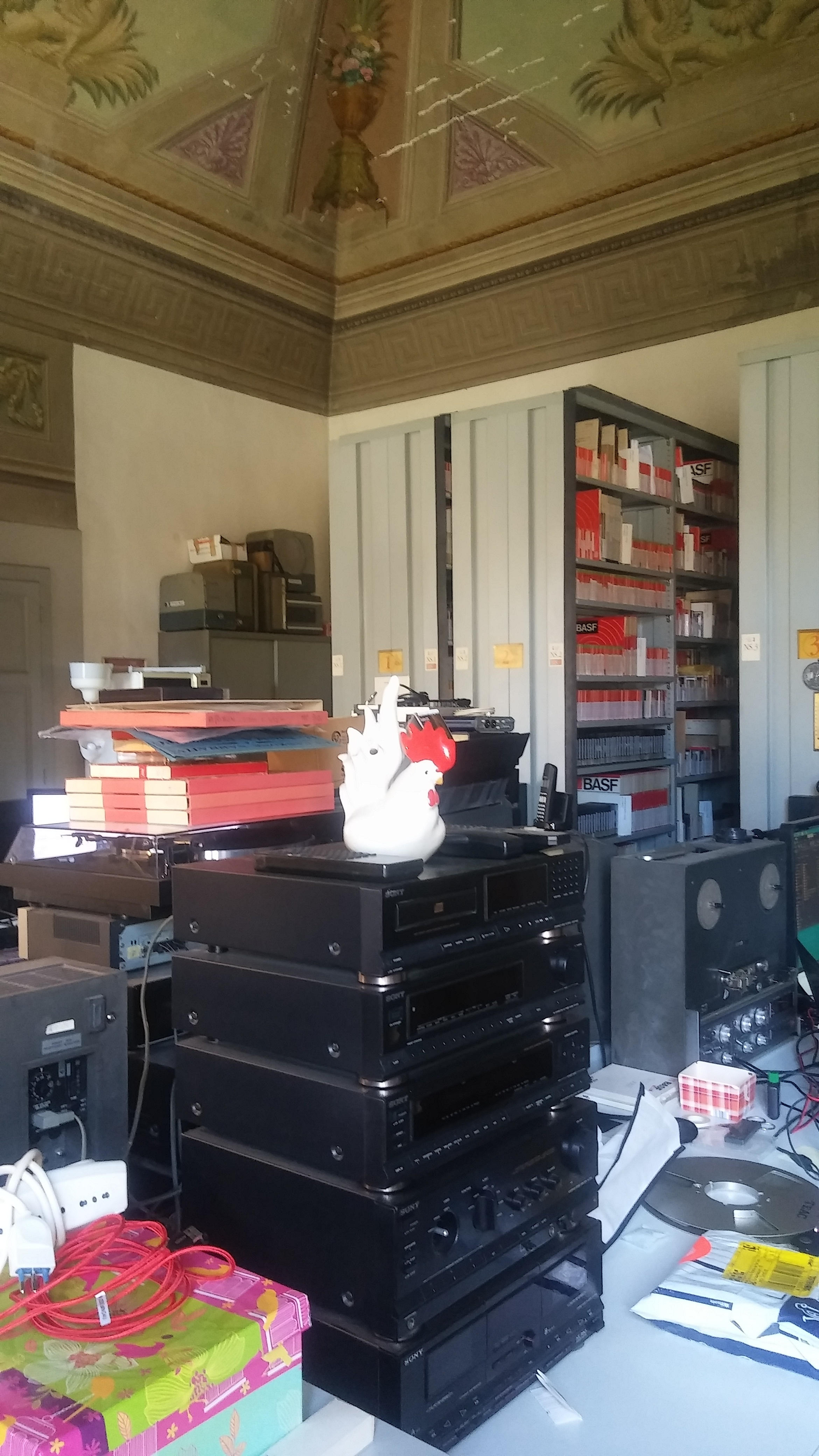
Nastroteca: armadi per la conservazione di nastri e bobine e strumentazione per il riversamento delle registrazioni su supporto digitale

Sono presenti oltre 6000 unità tra bobine e audiocassette per circa 15000 ore di registrazioni effettuate in tutte le regioni italiane tra il 1944 e il 2005, per la maggior parte canti di tradizione popolare, testimonianze e memorie sia in italiano che in dialetto sul lavoro, la protesta politica, le rappresentazioni religiose. I supporti originari sono vari e in molti casi deteriorati per questo è in atto un progetto per il riversamento dei contenuti su CD master, previo ascolto e recupero della qualità dell'audio. Fino ad ora sono stati prodotti circa 2000 CD e 1200 schede catalografiche
.

### La biblioteca
Comprende diversi periodici e circa 3500 volumi che riguardano le tradizioni popolari italiane, i canti popolari, gli studi sulla storia del movimento operaio italiano e sui canti sociali che ne sono nati, raccolte di canti sociali italiani e di altri paesi, studi e raccolte documentarie sulle forme espressive del mondo contadino e del mondo operaio. Il materiale è catalogato e confluito nel Sistema Documentario Integrato di Area Fiorentina

### Fondi documentari
Una sezione importante dell'archivio è quella che conserva i documenti cartacei, spesso collegati ai materiali della nastroteca, che testimoniano dell'attività svolta dall'Istituto, i suoi ricercatori e i suoi fondatori. In questa sezione si trovano le carte relative alle Edizioni Avanti!-Edizioni Del Gallo-Edizioni Bella Ciao (1953-1980) nonché de I Dischi del Sole e la documentazione degli spettacoli del Nuovo Canzoniere Italiano (1964-1980), corrispondenza e biografie dei personaggi che ne fecero parte tra cui Fausto Amodei, Rudy Assuntino, Gualtiero Bertelli, Mimmo Boninelli e Sandra Boninelli, Caterina Bueno, Giovanna Daffini, Dario Fo, Ivan Della Mea, Paolo Ciarchi, Sandra Mantovani, Giovanna Marini, Paolo Pietrangeli ed altri.
Nella sede dell'Istituto sono inoltre conservate collezioni di dischi di canti popolari e sociali italiani e stranieri, con molte registrazioni raccolte sul campo e musica jazz. Importanti anche le fotografie e le diapositive relative al lavoro di ricerca, i manifesti, i volantini e gli opuscoli, nonché i video e i filmati.